# Fèmur
|  | Aquest article tracta sobre l'os. Si cerqueu l'artell de les potes d'alguns artròpodes, vegeu «apèndix (artròpodes)#Fèmur». |

El fèmur és un os del membre inferior, recte, llarg, asimètric, format per un cos o diàfisi prismàtica triangular, amb tres cares, anterior i laterals; tres marges, posterior, intern i externs i dos extrems o epífisi articulars.
És l'os més llarg i fort de l'esquelet humà. S'articula amb el coxal per l'extrem superior, i amb la ròtula i la tíbia per la part més distal.
A més en el fèmur s'observa una lleugera torsió: l'eix del coll femoral no està en el mateix pla que l'eix transversal dels còndils, sinó que configuren un angle agut de declinació, obert cap a dintre i endavant.
Anatòmicament, i com en tots els ossos llargs, es distingeixen en el fèmur tres parts fonamentals: 
1. El cos o diàfisi, que presenta tres cares -anterior, interna i externa-, i tres vores -intern, extern i posterior-. És especialment significativa la vora posterior.
2. Epífisi -o extrem- superior, que s'articula amb el coxal.
3. Epífisi -o extrem- inferior, que s'articula amb la tíbia.

## El cos del fèmur
La diàfisi femoral és aproximadament prismàtica triangular. En ella cal descriure tres cares i tres vores.
La seva cara anterior, lleugerament convexa en sentit transversal, i llisa, presta inserció en la seva major part, i per dalt, al múscul crural, un dels components del quàdriceps crural. Més avall, s'insereix el subcrural.
Separades de la cara anterior pels vores intern i extern es mostren les altres dues cares del fèmur, la interna i externa, o millor, la posterointerna i posteroexterna, que presten inserció al crural. El vast intern i vast extern les cobreixen, sense que s'insereixin en la superfície òssia. Veiem quan íntimes són les relacions del fèmur amb tres dels components del quàdriceps crural.
De les vores, la interna i l'externa estan poc marcades, de manera que les cares anterior i posterolaterals manquen de límits clars. La vora posterior, no obstant això, és notable: la línia aspra.

### La línia aspra
La línia aspra, conformada per un llavi lateral -extern- i altre medial -intern-, entre els quals queda un interstici, recorre la diàfisi longitudinalment.
1. El llavi extern presta inserció al vast extern,
2. El llavi intern al vast intern. Ambdós vasts són potents músculs extensores de la cama, ja vists en la seva íntima relació amb les cares del cos del fèmur.
3. A l'interstici de la línia aspra s'insereixen els adductors de la cuixa, per dalt, i la porció curta del bíceps crural, per baix.

La línia aspra acaba de manera distinta per baix i per dalt: 
- Per baix es bifurca en les línies supracondílies lateral i medial, les quals, al costat dels còndils femorals, delimiten un espai triangular: el triangle popliti -espai popliti, per a alguns-, que no és sinó la paret anterior òssia del buit popliti.
- Per dalt es divideix en tres branques, on s'insereixen els músculs gluti major, pectini i vast intern.

En resum, el cos del fèmur està especialment relacionat amb el múscul quàdriceps crural doncs tres dels seus quatre cossos musculars -crural, vast intern i vast intern- s'insereixen en ell, possibilitant el moviment d'extensió de la cama. A més, els adductors de la cuixa, bíceps crural i gluti major, entre d'altres, tenen també les seves insercions en aquest os, com correspon a la riquesa de moviments del membre inferior.

## Extrem superior

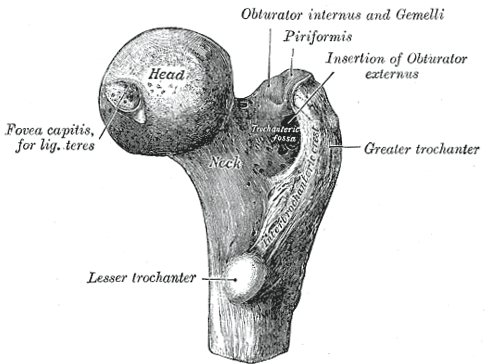
Vista postero-interna de l'epífisi superior del fèmur dret. Destaca: el cap (head), el coll anatòmic (neck), trocànter major (greater trochanter) i trocànter menor (lesser trochanter). Entre ambdós trocànters, la línia intertrocanteriana posterior, ampla, i suaument convexa cap a fora. En la seva concavitat i dalt, la cavitat digital del trocànter major. El coll quirúrgic -tot just aparent- es troba immediatament per sota del trocànter menor.

L'extrem o epífisi superior del fèmur, per on l'os es articula amb el coxal, presenta detalls anatòmics de molt diferent significació morfològica i funcional: el cap articular, els trocànters, el coll anatòmic i el coll quirúrgic. Esquematitzant, podem dir que la primera permet els moviments de l'os, els segons són zones d'importants insercions musculars, i ambdós colls representen les zones d'unió entre cap, trocànters i cos del fèmur.
- Cap articular

Amb la forma dels dos terços d'una esfera, és llisa, i està recoberta de cartílag articular a causa de la seva funció: encaixar en la cavitat cotiloide de l'os coxal, conformant-se així l'articulació coxofemoral. El lligament rodó d'aquesta articulació s'insereix en na depressió pròxima al centre del cap articular: la fosseta del lligament rodó.
- Trocànter major:Eminència òssia cuboide, molt aplanada transversalment, situada per fora i un poc per sota del cap articular.

- El seu cara externa, convexa, presenta la cresta del gluti mitjà, on s'insereix aquest múscul.
- La cara interna, per contra, està excavada verticalment. Presenta una depressió profunda, la cavitat digital del trocànter major, on s'insereixen els músculs obturador extern, obturador intern, i gèmins (inferior i superior).
- La vora superior, gairebé horitzontal, presta inserció al múscul piramidal.
- De la vora inferior s'inicien alguns fascicles del quàdriceps crural -vast extern-.
- En el vora posterior s'insereix el quadrat crural.
- Finalment, el vora anterior, molt ample, presta inserció al gluti menor.
- Trocànter menor: És una apòfisi cònica, posteroinferior respecte al coll del fèmur, en la qual s'insereix el múscul iliopsoes.

- Ambdós trocànters estan units per les línies intertrocanterianes: 
- Línia intertrocanteriana anterior, per davant, en la qual s'insereix el lligament iliofemoral.
- Línia intertrocanteriana posterior, per darrere, molt més desenvolupada, en la qual es fixa el múscul quadrat crural.
- Coll anatòmic: Uneix el cap articular -dalt i endins- amb els trocànters -baix i fora-. Amb la forma d'un cilindre aplanat en sentit anteroposterior, el coll anatòmic del fèmur -o simplement el coll- està en íntima relació amb la càpsula articular de l'articulació coxofemoral.
- Coll quirúrgic: Immediatament per sota dels trocànters, representa la unió del cos del fèmur amb el seu extrem superior.

## Extrem inferior

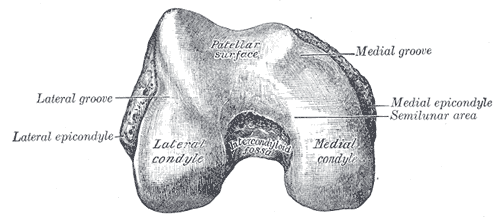
Vista inferior de la tròclea i còndils del fèmur esquerre. Direcció antero-posterior, de dalt a abaix. Vora externa, a l'esquerra.
S'aprecia la gola de la tròclea -centre, a dalt-, i l'escotadura intercondília -centre, abaix-

Voluminós, l'extrem o epífisi inferior s'organitza en els còndils, dues masses laterals respecte al pla sagital de la diàfisi: còndil intern i còndil extern. En ells es desenvolupa la tròclea, superfície llisa per a l'articulació del fèmur amb la tíbia en el genoll -articulació femorotibial-.
- Còndil intern: És menor que l'extern, si bé prominent cap a dintre. En la seva cara lateral cutània destaquen dos relleus ossis: la tuberositat interna, inserció del lligament lateral intern del genoll, i el tubercle de l'adductor major, per al múscul del mateix nom. A més s'insereix en aquesta cara el bessó intern.
- Còndil extern: Més voluminós que l'intern, presta inserció al lligament lateral extern del genoll en la tuberositat externa de la seva cara lateral, així com al bessó extern i popliti.

En les cares mitges d'ambdós còndils -respecte a l'eix del fèmur- s'insereixen els lligaments creuats de l'articulació del genoll.
Finalment, les cares anterior, inferior i posterior són articulessis. En conjunt conformen la tròclea femoral amb una depressió al mig, la gola de la tròclea. Per sota i darrere els còndils estan completament separats per la profunda escotadura o fossa intercondília. Per sobre de la tròclea destaca:
1. El buit supratroclear, per davant. Representa la part inferior del triangle popliti al que al·ludim en la descripció de la línia aspra. En aquest buit s'allotja la patel·la quan la cama està en extensió.
2. L'espai popliti, per darrere, amb dos petits relleus ossis: el tubercle supracondili intern, per al bessó intern, i el tubercle supracondili extern, per al bessó extern.

## Galeria d'imatges

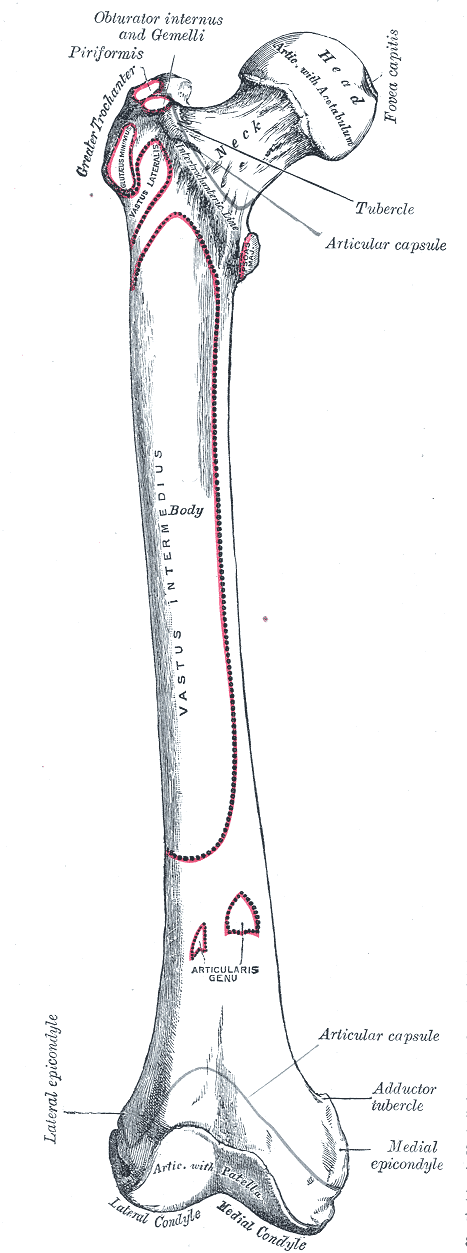
Visió frontal del Fèmur.
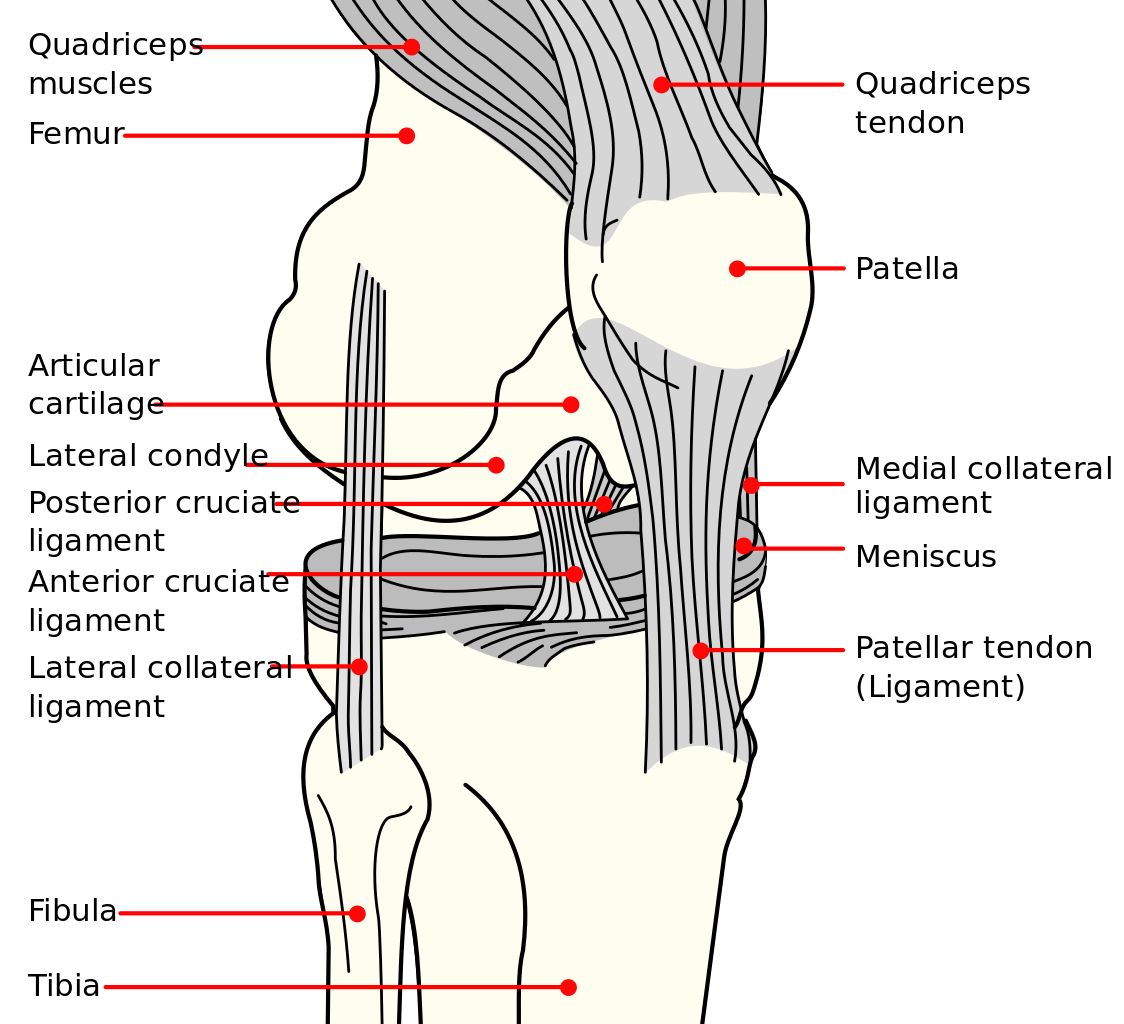
Diagrama del genoll.
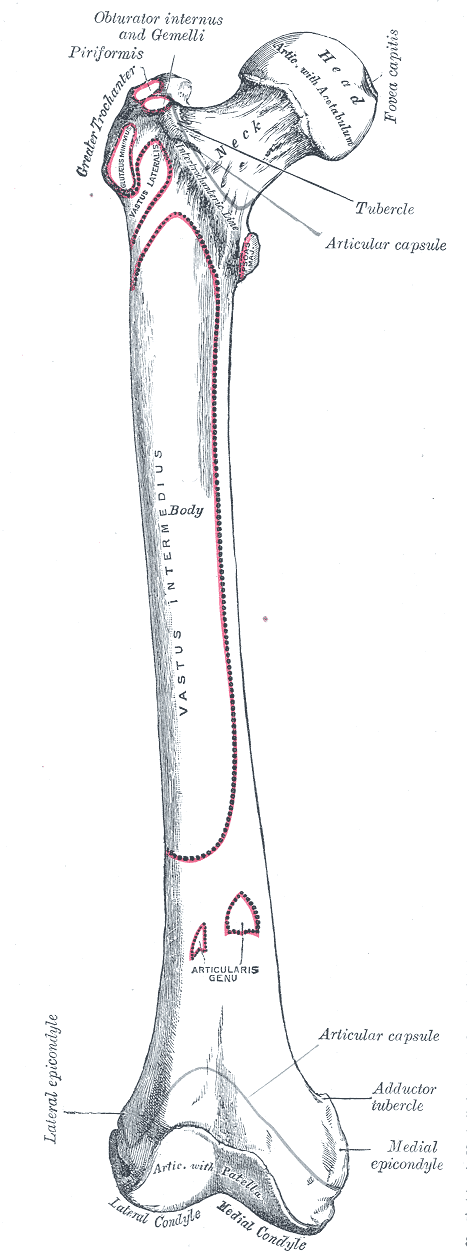
Fèmur dret. Cara anterior.
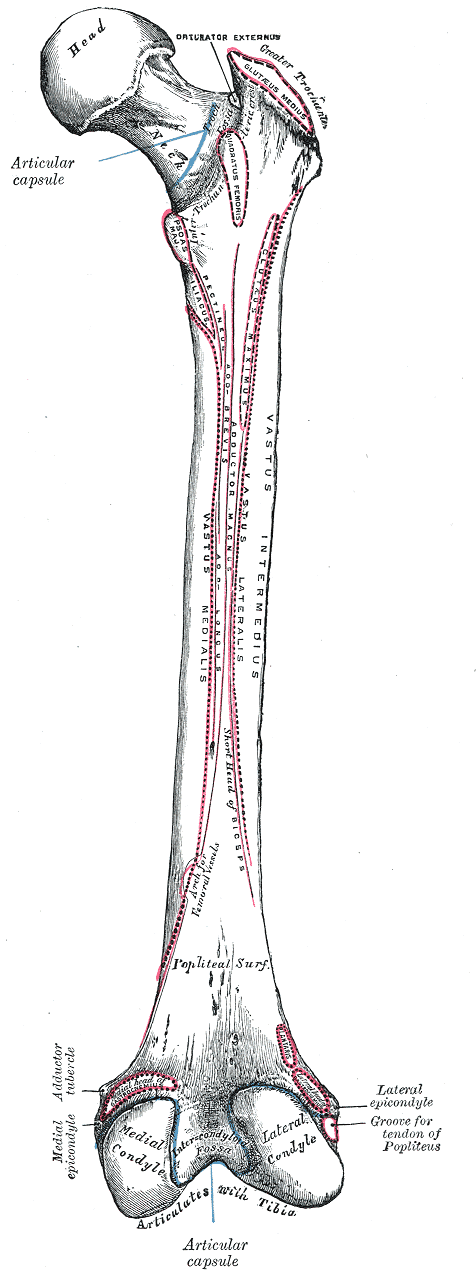
Fèmur dret. Cara posterior.
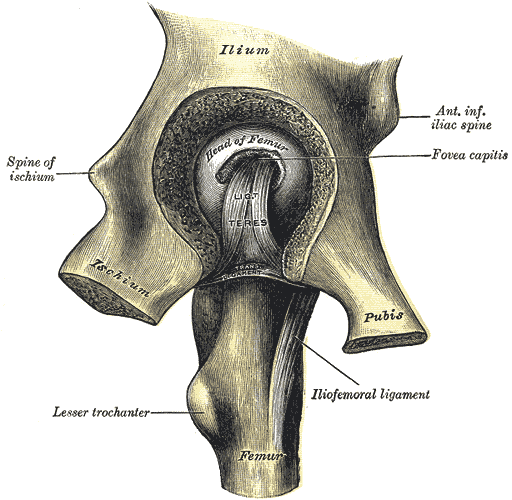
Inserció del fèmur al coxal.
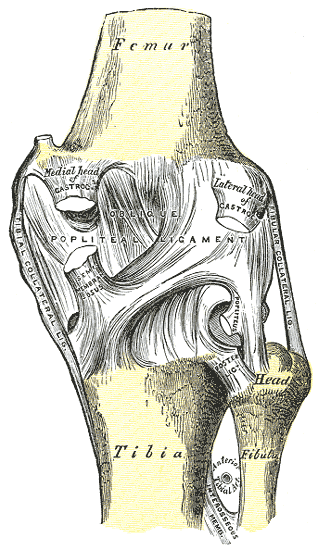
Vista posterior de la fossa poplítia.
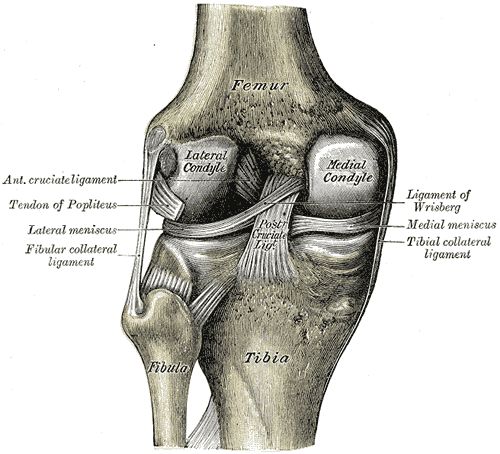
Fossa poplítia esquerra.
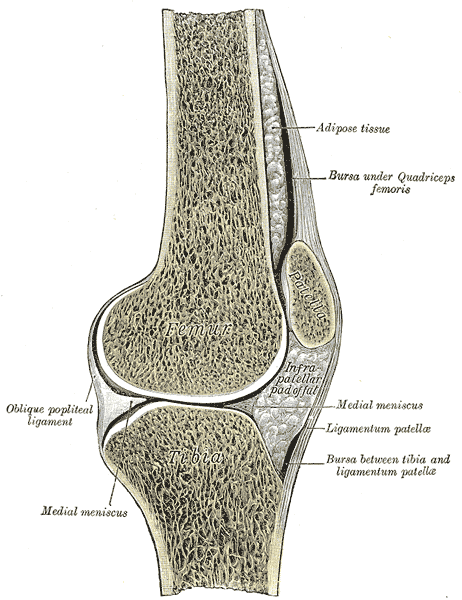
Tall sagital del genoll.
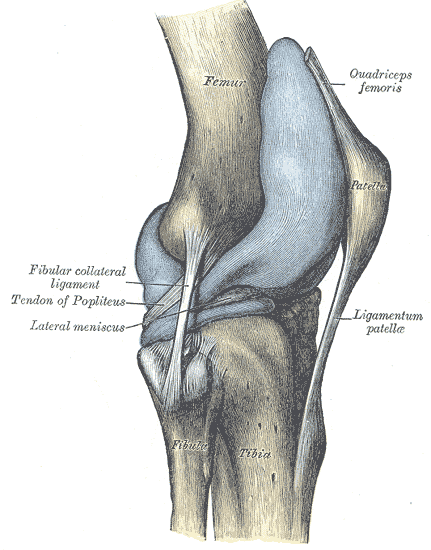
Visió lateral del genoll.
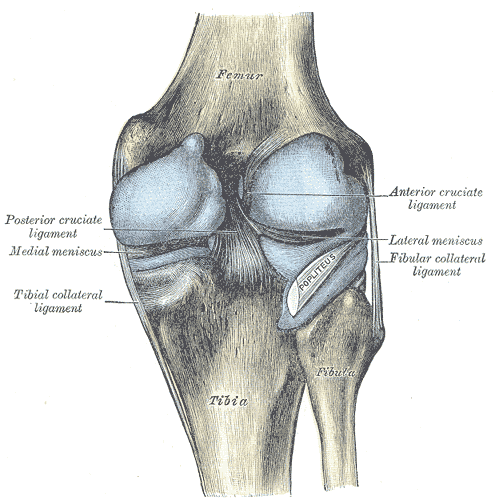
Visió posterior del genoll.
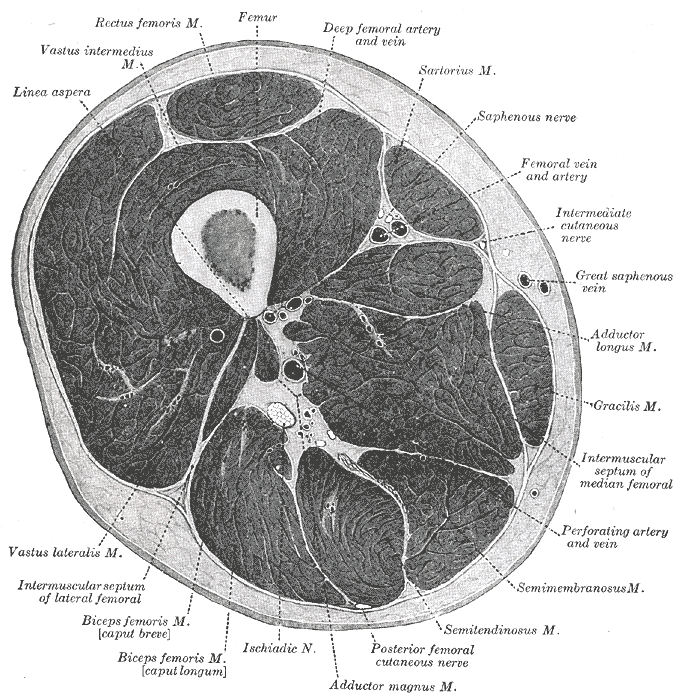
Tall transversal de la cuixa.
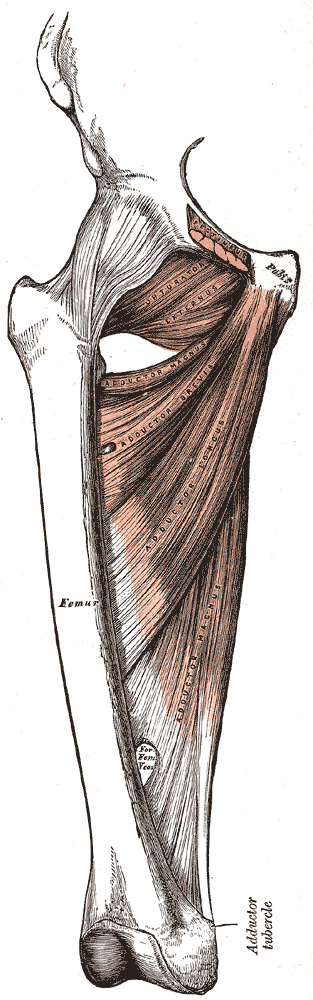
Músculs de la zona adductora.